# Dolichopeza (Dolichopeza) davidsoni
Dolichopeza (Dolichopeza) davidsoni is een tweevleugelige uit de familie langpootmuggen (Tipulidae). De soort komt voor in het Australaziatisch gebied.